# أحمر شفاه

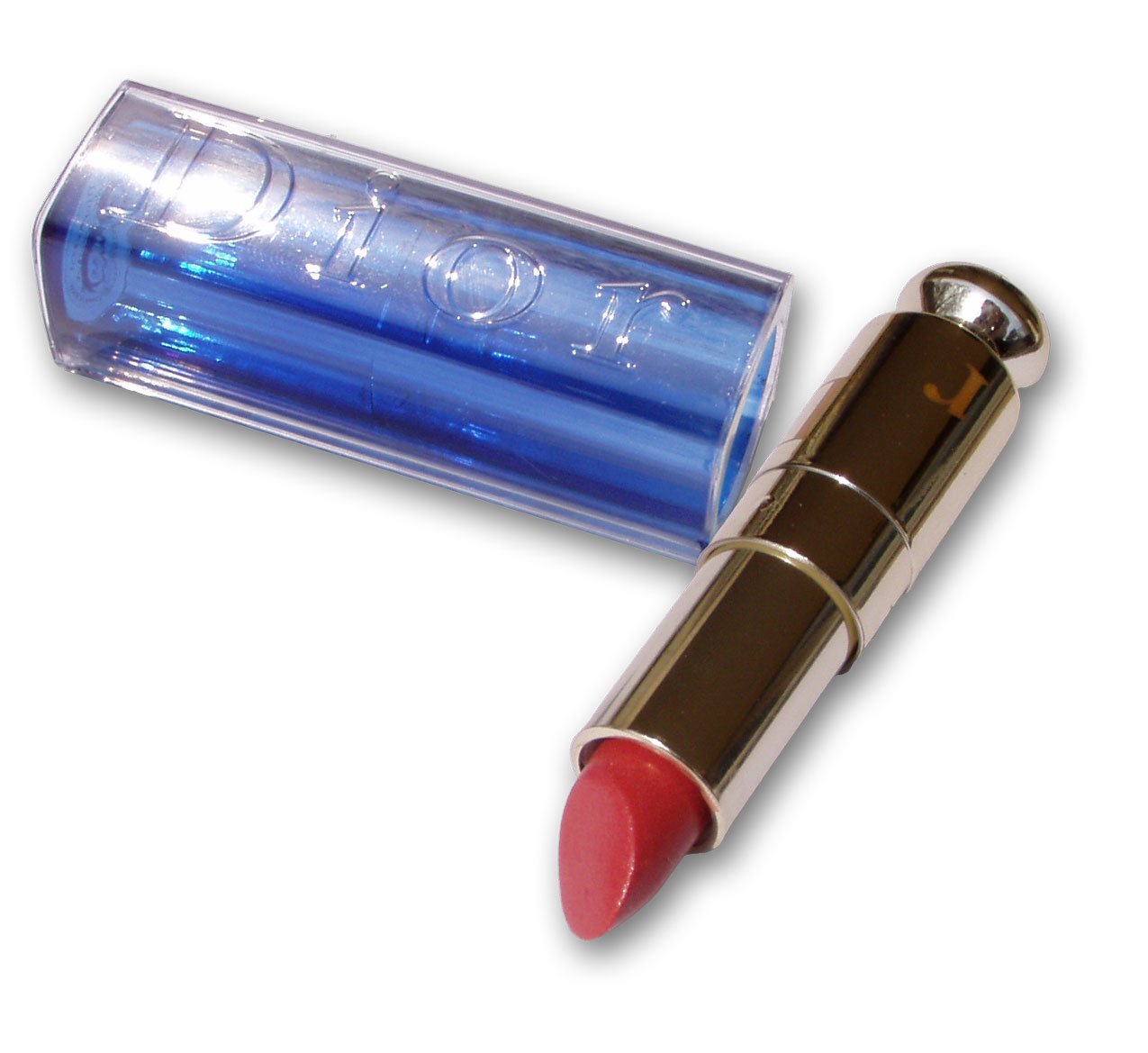
علبة أحمر شفاه

أحمر الشفاه أو كما تسمى في العامية «حُمرة» هي إحدى مواد التجميل التي تحتوي على صباغ وزيوت وشموع وغيرها التي إن وضعت على الشفاه تعطيها لوناً ليس بالضرورة أحمر رغم أن اللون الأحمر وتدرجاته هو الأكثر شيوعاً.
وأحمر الشفاه هو منتج تجميلي يستخدم لإضافة اللون والملمس إلى الشفاه، وغالبًا ما يكون مصنوعًا من الشمع والزيت. يتم استخدام أصباغ مختلفة لإنتاج اللون، ويمكن استخدام المعادن مثل السيليكا لتوفير الملمس. يعود استخدام أحمر الشفاه إلى الحضارات المبكرة مثل الحضارة السومرية وحضارة وادي السند، وقد انتشر في العالم الغربي في القرن السادس عشر. تحتوي بعض أنواع أحمر الشفاه على آثار مواد سامة، مثل الرصاص وPFAS، مما أثار مخاوف صحية ولوائح تنظيمية.
كان أحمر الشفاه بارزًا في العديد من اتجاهات الموضة النسائية، وغالبًا ما يرتبط بحياة المرأة الجنسية. لون أحمر الشفاه له أهمية جمالية وثقافية حيث أن الألوان المختلفة تحمل دلالات مختلفة. ارتبط أحمر الشفاه تاريخيًا بالشهوانية أو استقلال المرأة، بينما يرتدي الرجال والنساء أحمر الشفاه الأسود في ثقافات فرعية بديلة، خاصة البانك والقوطي. ساهم المشاهير مثل مارلين مونرو، وإليزابيث تايلور، ومادونا، وتايلور سويفت في شهرة أحمر الشفاه وصوره المميزة في الموضة ووسائل الإعلام الرئيسية.

## تاريخ أحمر الشفاه

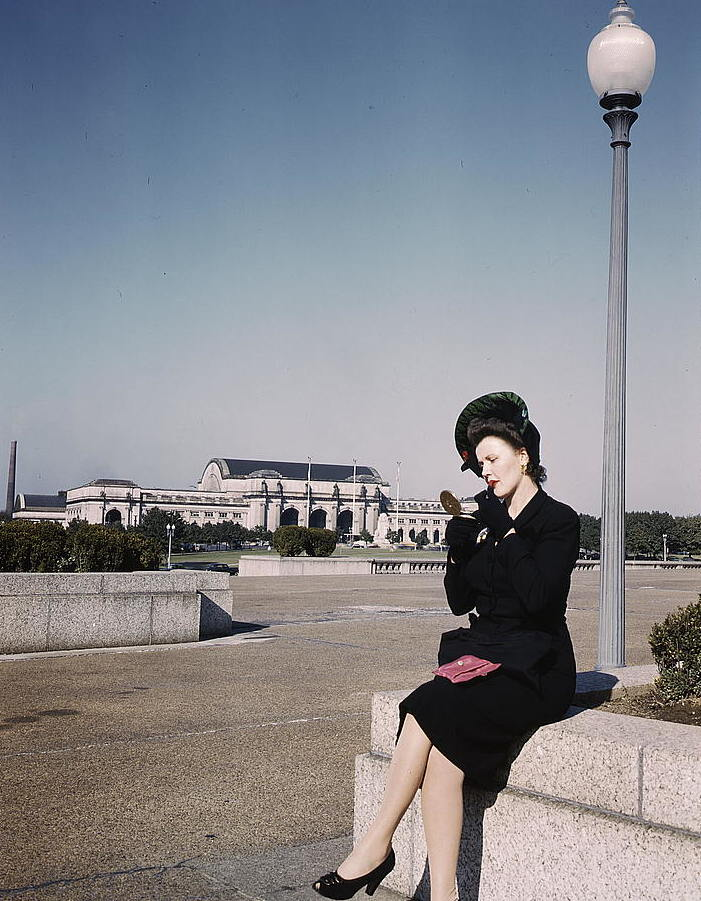
امرأة تضع أحمر الشفاه باستخدام علبة مضغوطة في واشنطن العاصمة عام 1943

يعود تاريخ اختراع واستخدام أحمر الشفاه إلى بلاد ما بين النهرين والتي تعرف باسم العراق اليوم منذ نحو 5000 عام حيث كانت النساء تطحن نوعاً من الأحجار الكريمة وتضعها على شفاهها وأحيانا حول العين لغرض التجميل. كما أن هذه العادة وجدت أيضاً لدى حضارة وادي السند في باكستان اليوم. كما أن المصريين القدماء قد خترعوا نوعا من أحمر الشفاه ذو اللون الأحمر المائل للبنفسجي وقد صنعوه من أعشاب البحر واليود والبرومين والذي كان نوعاً ساماً من احمر الشفاه ويؤدي لمضاعفات خطيرة على الجسم. في حين ان كليوبترا قد استخدمت احمر شفاه مصنوع من نوع من الخنافس يعطي صبغة حمراء داكنة بإضافة نمل ومادة مستخرجة من صدف إحدى الحيوانات البحرية.
حوالي العام 1000 ميلادية قام العالم العربي الأندلسي أبو القاسم الزهراوي باختراع أول أحمر الشفاه صلب وقد وصفه في كتابه التصريف لمن عجز عن التأليف.
خلال القرن السادس عشر ميلادي انتشر استخدام أحمر الشفاه في انكلترا خلال فترة حكم إليزابيث الأولى حيث كان أحمر الشفاه يصنع من شمع النحل وصباغ نباتي أحمر.
خلال الحرب العالمية الثانية بدأ انتشار استخدام أحمر الشفاه كمادة للتجميل لدى النساء بنتيجة التأثر بالأفلام السينمائية. عادة لا تقوم الفتاة بوضع احمر الشفاه حتى وصولها لسن معين كإشارة إلى بلوغها سن الرشد. ويكاد يقتصر استخدام احمر الشفاه على النساء حيث أن غير دارج الاستخدام لدى الرجال. رغم هذا يوجد نوع خاص من احمر الشفاه يستخدم للرجال خلال بعض العروض المسرحية على سبيل المثال.
في دراسة أجريتها مجموعة حماية مستهلك أمريكية تدعى «حملة لأجل مستحضرات تجميل آمنة» (Campaign For Safe Cosmetics) في أكتوبر/تشرين الأول عام 2007 م ثبت ان 60% من عينات أحمر الشفاه التي تم اختبارها احتوت على بقايا من مادة الرصاص والكمية تراوحت بين 0.03 إلى 0.65 أجزاء بالمليون.